# Fort van Haasdonk
Het Fort van Haasdonk is een deel van de fortengordel rond Antwerpen (de zogenaamde Stelling van Antwerpen). Het fort, gebouwd voor de Eerste Wereldoorlog werd nooit gebruikt waardoor dit goed bewaard bleef.

## Geschiedenis
Het Fort van Haasdonk maakt deel uit van de Stelling van Antwerpen. Tot de Stelling van Antwerpen was besloten door de keuze voor Antwerpen als Nationaal Reduit in 1859. Het idee hierachter was dat Antwerpen het meest geschikt was als laatste verschansing tot de hulp van bondgenoten zou kunnen arriveren. Het Nationaal Reduit zou bestaan uit 1) een belegeringsomwalling, 2) een fortengordel en 3) onderwaterzettingen. De fortengordel zou bestaan uit een achttal Brialmontforten (gebouwd in 1859) in een 18 km lange gordel van Wijnegem tot Hoboken. Na de Frans-Duitse oorlog van 1870 werd aanvankelijk besloten tot de bouw van drie bruggenhoofdforten en vervolgens tot de bouw van een buitenlinie, die aangepast was aan modernere wapens. Dit laatste plan werd bekrachtigd per wet van 30 maart 1906. Deze Hoofdweerstandstelling omvatte op de rechteroever 16 forten en 10 schansen en op de linkeroever 5 forten en 2 schansen. Naast de bestaande forten Steendorp, Kruibeke en Zwijndrecht waren dit Haasdonk en Doel (nooit gebouwd). In het plan van 1905 werden verder nog forten voorzien in Nieuwkerken, Verrebroek en St-Antoniushiek. De bouw van fort Haasdonk door de firma Bolsee startte in 1908. Het fort werd opgeleverd in juli 1913. Het fort was – evenals de meeste andere forten - bij het begin van de Eerste Wereldoorlog nog nauwelijks bewapend.

## Fort
Het fort van Haasdonk heeft – evenals de andere forten met samengevoegde caponnières - een trapeziumvormige opbouw omringd door een 50 m brede gracht. Het oppervlak bedroeg circa 22 hectare. Het fort is een zogenaamd tweede orde fort (evenals Broechem, Breendonk, Ertbrand, Liezele) met een iets lichtere bewapening en vuurkracht dan de eerste orde forten (zoals Oelegem en Koninkshooikt). Het fort is gebouwd uit ongewapend beton en moest bestand zijn tegen 21 cm kaliber. Kort voor de Eerste Wereldoorlog ontwikkelden de Duitsers echter geschut waartegen het ongewapend beton onvoldoende weerstand bood. Dat was het 30,5 cm Motor-Mðrser M1, afkomstig van Skoda in Oostenrijk. Dit had een voor die tijd zeer hoge doorboring en was gemakkelijk via tractoren te vervoeren. Daarnaast ontwikkelde Krupp een 42 cm mortier (Dikke Bertha) die een projectiel van 1000 kg 9 km ver kon schieten.

## Bewapening
Fort Haasdonk was een zogenaamd tweede orde fort met samengevoegde caponnières. De bewapening van het fort van Haasdonk voor de grote afstand bestond uit één koepel met twee 15 cm kanonnen, twee koepels voor een 12 cm houwitsers, vier koepels voor een 7,5 cm kanon, twee waarnemingsklokken. Daarnaast was er nog een grachtverdediging van zestien 5,7 cm snelvuurkanonnen en een zogenaamd groot-flankement ('traditore batterij'), dat wil zeggen onderhoudsvuur tussen de forten (twee 7,5 cm en twee 12 cm kanonnen).

## Inzet
Het fort van Haasdonk kon in oorlogstijd ca. 330 manschappen herbergen. Het fort heeft in de Eerste Wereldoorlog niet in actie kunnen komen. Beschieting en uitschakeling van de forten Walem en Sint-Katelijne-Waver, waarop de Duitse aanval met zware artillerie zich concentreerde, leidde tot het verlies van de Vesting Antwerpen.
Tussen de twee wereldoorlogen zijn aan het fort geen aanpassingen gedaan. Na de Eerste Wereldoorlog werd het fort als ongeschikt verklaard en diende het alleen als opslagplaats. Ook in de Tweede Wereldoorlog heeft het fort dus geen actie gevoerd. In 1944 plaatsten de Duitsers er luchtafweergeschut. Aan het eind van de Tweede Wereldoorlog deed het dienst als schuilplaats tegen V1 raketten. Ook in de eerste jaren na de oorlog diende het als opslag.

## Heden
Op het gewestplan is het volledige fort nog steeds ingekleurd als militair gebied. Op 4 februari 2002 is het fort met de gebouwen, de bedekte weg, het glacis, de gracht, de weg die naar het fort leidt en de percelen waarop zich woningen van opzichters bevinden beschermd als monument. Pas in 2005 is 2,5 ton oude munitie uit de gracht rond het fort opgeruimd. Hiervan is een deel (ca. 250 kg) in het fort tot ontploffing gebracht in de hoofdkoepel, dus die van het 15 cm geschut. Begin juni 2013 raakte bekend dat het fort voor 287.000 euro was aangekocht door Fernand Huts, CEO van Katoen Natie. Verdere bestemming werd niet bekendgemaakt. Het fort staat nu onder beheer van NatuurpuntWAL. Het fort doet dienst als overwinteringsreservaat voor vleermuizen. Blijkens tellingen in 2006 overwintert circa 268 exemplaren van een vijftal soorten. De belangrijkste soorten zijn de watervleermuis en de baardvleermuis. Verder is het fort de enige locatie in België waar het Duits viltkruid groeit. Het fort is niet toegankelijk.